# 西美薗
西美薗（にしみその）は、浜松市浜名区にある町名。区内5地区のうちの「北浜地区」に含まれ、地区内最多の人口を持つ町である。ほぼ町域全体が住宅地として形成されており、貴布祢と並んで区内でも人口密度はかなり高い町である。

## 地名の由来
かつてこの地域一帯に存在した伊勢神宮の荘園である「美薗御厨（みそのみくりや）」によるとされる。

## 自治会
- 西美薗自治会

## 地域構成

### 西美薗下
西美薗下（にしみそのしも）は、西美薗の南部一帯で構成される。字は通常表記されていないが、字五本松などがある（旧・浜北区内では全て字は通常住所表記されておらず、大字のみの表記である）。面積0.3371km2。西美薗下町内会には約560世帯が所属している（2007年7月現在）。西美薗中・貴布祢・横須賀・高畑と隣接している。古くは北浜村役場時代から存在した区役所を擁する関係上、宅地化が著しい地区であり、高畑・東美薗に近い一帯を除き大半は住宅密集地となっている。
浜松市との合併前に区役所近辺地域の区画整理事業の計画が浮上していたが、合併前後の事業整理の一環で計画は中止されたため、整理予定だった市街地内の農地の住宅転用が相次いでいる。
最寄駅は美薗中央公園駅になるが、南端付近であれば浜北駅もさほど遠くない。この区域のみ他の3地区と小中学区が異なるため、諏訪神社の祭典時などを除くと他の3地区との関係がやや薄い傾向にある。

### 西美薗中
西美薗中（にしみそのなか）は、西美薗の中南部一帯で構成される。字生家西、字西屋敷などがある。面積0.3053km2。西美薗中町内会には約430世帯が所属している（2007年7月現在）。西美薗下・上・道本・高畑・東美薗と隣接している。住宅が密集する地域となっている。かつて域内にヤマハ車体の工場が存在したが、閉鎖されて跡地は住宅分譲地となっており、その跡をしのぶ形跡は見られなくなっている。最寄駅は美薗中央公園駅になる。

### 西美薗上
西美薗上（にしみそのかみ）は、西美薗の中北部一帯で構成される。字砂山、字上川原、字中川原、字水流、字水流西などがある。面積0.3191km2。西美薗上町内会には約390世帯が所属している（2007年7月現在）。西美薗中・大上・道本・東美薗・油一色・本沢合・小林・中瀬と隣接している。静岡県立浜名高等学校などがある。最寄駅は遠州小林駅になる。

### 西美薗大上
西美薗大上（にしみそのおおかみ）は、西美薗の北部一帯で構成される。面積0.2253km2。西美薗大上町内会には約330世帯が所属している（2007年7月現在）。北浜地区の最北端に位置する区域の1つである。西美薗上・油一色・本沢合・小林・中瀬と隣接している。区域はわずかながら県道浜北袋井線をまたいで北側、および県道天竜浜松線をまたいで東側にまで伸びている。最寄駅は遠州小林駅になる。県道浜北袋井線沿線に商店が多く集まっているなど、近年小林駅寄りを中心に宅地化著しい地区である。

## 学区
- 北浜小学校・北浜中学校区
  - 西美薗下
- 北浜北小学校・北浜東部中学校区
  - 西美薗中、西美薗上、西美薗大上

## 世帯数と人口
2018年（平成30年）12月1日現在の世帯数と人口は以下の通りである。
| 大字   | 世帯数    | 人口    |
| ------ | --------- | ------- |
| 西美薗 | 2,549世帯 | 6,752人 |

## 主な施設

### 西美薗下地区
- 浜松市消防局 浜北消防署
- 浜北体育館
- 浜松市美薗中央公園
- 浜松市立北浜中学校
- SPJライフスポーツプラザ
- 浜松いわた信用金庫 美薗支店

### 西美薗中地区
- 浜松市立北浜北小学校
- 浜松市立北浜中央幼稚園
- 多宝院

### 西美薗上地区
- 静岡県立浜名高等学校
- 西美薗コミュニティセンター
- 諏訪神社

### 西美薗大上地区
- マクドナルド 浜北南中瀬店
- すき家 浜北美薗店
- ガスト 浜北店

## その他

### 日本郵便
- 郵便番号 : 434-0033[2]（集配局：浜北郵便局[4]）。

### 警察
町内の警察の管轄区域は以下の通りである。
| 番・番地等 | 警察署     | 交番・駐在所 |
| ---------- | ---------- | ------------ |
| 全域       | 浜北警察署 | 北浜交番     |